# Michael Kretschmer
Michael Kretschmer (Görlitz, Alemanya, 7 de maig de 1975) és un polític de la Unió Demòcrata Cristiana (CDU) que exerceix de Ministre President del land de Saxònia des del 13 de desembre de 2017.
Del 2002 al 2017 va ser membre del Bundestag com a representant triat directament en el districte de Görlitz. Del 2009 al 2017 va ser un dels vicepresidents del grup parlamentari CDU/CSU. El 18 d'octubre de 2017, el ministre-president saxó Stanislaw Tillich va anunciar la seva renúncia i Kretschmer el va substituir.
El juny del 2017, Kretschmer va votar al Bundestag en contra de l'aprovació del matrimoni homosexual a Alemanya. La CDU havia donat llibertat de vot als seus representants.